# Супермен: Црвени Син
Супермeн: Црвени Син је троделна мини-серија стрипова коју је објавио Ди-Си комикс 2003. године у серији Елсворлдс. Текст је написао Марк Милар, цртеж су радили Дејв Џонсон и Килијан Планкет. Милар је створио стрип из тезе „Шта ако је Супермен одгојен у Совјетском Савезу?“ Црвени Син је добио позитивне критике и био је номинован за Ајзнерову награду (пандан Оскару у свету стрипа) 2004. године за најбољу ограничену серију.
Прича меша алтернативне верзије суперјунака Ди-Сија с верзијама алтернативне стварности стварних политичких личности као што су Јосиф Стаљин и Џон Кенеди. Радња приче се дешава 1953—2001 године.
У Црвеном Сину, Суперменов ракетни брод слеће на украјински колхоз, а не у америчку савезну државу Канзас. Разлог тог слетања је кашњење брода за неколико часова у односу на оригиналну верзију, а самим тим Земљина ротација баца Кал-Ела у Украјинску ССР, а не у Канзас. Уместо да се бори за „истину, правду и амерички пут“, Супермен се у совјетском телевизијском програму појављује „као херој социјалистичког рада, (који се) неуморно бори за Стаљина, комунизам и проширење Варшаваског пакта“. Његов „тајни идентитет“ (тј. име које су му дали усвојитељи) је државна тајна.
Године 2018. издавачка кућа Дарквуд је издала овај стрип. Поред стандардног латиничког издања, у продају су избацили и посебну едицију на ћириличком писму.
Истоимени анимирани филм, који је рађен по овом графичком роману, изашао је 2020. године у продукцији Ворнер броса.